# Ni-Vanuatu
Ni-Vanuatu – grupa ponad 100 ludów i plemion melanezyjskich (Melanezyjczycy), stanowiących rdzenną ludność państwa – archipelagu Vanuatu. Ich liczba wynosi około 144 tys. (dane na rok 1993), dalsze 33 tys. żyją na emigracji na Fidżi, Nowej Zelandii i w USA. Mówią kilkudziesięcioma językami i dialektami należącymi do gałęzi oceanicznej wielkiej rodziny języków austronezyjskich. Językiem komunikacji ponadetnicznej jest kreolski język bislama, w użyciu są także języki angielski i francuski.